# Masesili
Masesili (latinsko: Masaesyli, grško: Μασαισύλιοι [Masaisylioi]), antično zahodnonumidijsko berbersko ljudstvo in njihovo kraljestvo. Naseljeni so bili na ozemlju od reke Muluke (sedanja Moulouya) do rta Bougaron v sedanji Alžiriji. Njihovi največji nasprotniki so bili Masili  iz vzhodne Numidije.
Na začetku druge punske vojne so Masesili podpirali Rimsko republiko in se pod Sifaksovim poveljstvom vojskovali proti Masinisovim Masilom. Ko je Masinisa sklenil, da bo vse Numidijce združil v enotno konfederacijo proti Rimu, so se Masesili obrnili proti Rimu in začeli oblegati Kartagino. Sifaks je bil poražen in je ostanek življenja preživel v rimskem ujetništvu, njegovo ozemlje pa so priključili Masinisovemu kraljestvu. 

## Masesilski kralji
- Sifaks, pred 215 pr. n. št. - 202 pr. n. št.
- Fermina, 202 pr. n. št. – ni znano
- Arkobarzan, ni znano